# Claudia Thomalla
Claudia Thomalla, auch als Claudia Thomalla-Adam bekannt, ist eine ehemalige deutsche Squashspielerin.

## Karriere
Claudia Thomalla war in den 1980er-Jahren aktiv. Mit der deutschen Nationalmannschaft nahm sie 1981 an der Weltmeisterschaft teil, die das Turnier auf dem 13. Platz abschloss. 1981 stand sie auch im Hauptfeld der Einzel-Weltmeisterschaft und schied als einzige deutsche Teilnehmerin in der ersten Runde gegen Ruth Strauss aus.
Von 1980 bis 1983 wurde Thomalla viermal in Folge Deutsche Meisterin.

## Erfolge
- Deutsche Meisterin: 4 Titel (1980–1983)